# Tour du Poitou-Charentes 2002
Il Tour du Poitou-Charentes 2002, sedicesima edizione della corsa, si svolse dal 27 al 30 agosto 2002 su un percorso di 664 km ripartiti in 5 tappe, con partenza da Saint-Maixent-l'École e arrivo a Saint-Benoît. Fu vinto dall'italiano Guido Trentin della Cofidis davanti ai francesi Sylvain Chavanel e Nicolas Jalabert.

## Tappe
| Tappa  | Data      | Percorso                                    | km   | Vincitore di tappa | Leader cl. generale |
| ------ | --------- | ------------------------------------------- | ---- | ------------------ | ------------------- |
| 1ª     | 27 agosto | Saint-Maixent-l'École > Saintes             | 184  | Alexandre Usov     | Alexandre Usov      |
| 2ª     | 28 agosto | Saintes > Montbron                          | 182  | Nicolas Jalabert   | Nicolas Jalabert    |
| 3ª     | 29 agosto | Montbron > Chauvigny                        | 173  | Damien Nazon       | Nicolas Jalabert    |
| 4ª     | 30 agosto | Valdivienne > Chauvigny (cron. individuale) | 23,9 | Michael Rich       | Guido Trentin       |
| 5ª     | 30 agosto | Chauvigny > Saint-Benoît                    | 101  | Elio Aggiano       | Guido Trentin       |
| Totale | Totale    | Totale                                      | 664  |                    |                     |

## Dettagli delle tappe

### 1ª tappa
- 27 agosto: Saint-Maixent-l'École > Saintes – 184 km

| Pos. | Corridore      | Squadra | Tempo    |
| ---- | -------------- | ------- | -------- |
| 1    | Alexandre Usov | Phonak  | 4h06'47" |
| 2    | Robert Sassone | Cofidis | s.t.     |
| 3    | Fred Rodriguez | Domo    | s.t.     |

| Pos. | Corridore        | Squadra     | Tempo    |
| ---- | ---------------- | ----------- | -------- |
| 1    | Alexandre Usov   | Phonak      | 4h06'37" |
| 2    | Laurent Jalabert | CSC-Tiscali | a 1"     |
| 3    | Robert Sassone   | Cofidis     | a 4"     |

### 2ª tappa
- 28 agosto: Saintes > Montbron – 182 km

| Pos. | Corridore        | Squadra      | Tempo    |
| ---- | ---------------- | ------------ | -------- |
| 1    | Nicolas Jalabert | CSC-Tiscali  | 4h26'09" |
| 2    | Guido Trentin    | Cofidis      | a 1"     |
| 3    | David Bernabéu   | Carvalhelhos | a 15"    |

| Pos. | Corridore        | Squadra     | Tempo    |
| ---- | ---------------- | ----------- | -------- |
| 1    | Nicolas Jalabert | CSC-Tiscali | 8h32'40" |
| 2    | Guido Trentin    | Cofidis     | a 10"    |
| 3    | Sylvain Chavanel | Bonjour     | a 27"    |

### 3ª tappa
- 29 agosto: Montbron > Chauvigny – 173 km

| Pos. | Corridore      | Squadra         | Tempo    |
| ---- | -------------- | --------------- | -------- |
| 1    | Damien Nazon   | Bonjour         | 4h07'08" |
| 2    | Thor Hushovd   | Crédit Agricole | s.t.     |
| 3    | Fred Rodriguez | Domo            | s.t.     |

| Pos. | Corridore        | Squadra     | Tempo     |
| ---- | ---------------- | ----------- | --------- |
| 1    | Nicolas Jalabert | CSC-Tiscali | 12h44'59" |
| 2    | Guido Trentin    | Cofidis     | a 13"     |
| 3    | Sylvain Chavanel | Bonjour     | a 30"     |

### 4ª tappa
- 30 agosto: Valdivienne > Chauvigny (cron. individuale) – 23,9 km

| Pos. | Corridore    | Squadra         | Tempo  |
| ---- | ------------ | --------------- | ------ |
| 1    | Michael Rich | Gerolsteiner    | 28'44" |
| 2    | Uwe Peschel  | Gerolsteiner    | a 8"   |
| 3    | Thor Hushovd | Crédit Agricole | a 48"  |

| Pos. | Corridore        | Squadra     | Tempo     |
| ---- | ---------------- | ----------- | --------- |
| 1    | Guido Trentin    | Cofidis     | 13h15'03" |
| 2    | Sylvain Chavanel | Bonjour     | a 2"      |
| 3    | Nicolas Jalabert | CSC-Tiscali | a 50"     |

### 5ª tappa
- 30 agosto: Chauvigny > Saint-Benoît – 101 km

| Pos. | Corridore      | Squadra | Tempo    |
| ---- | -------------- | ------- | -------- |
| 1    | Elio Aggiano   | Mapei   | 2h12'31" |
| 2    | Andrea Tafi    | Mapei   | a 14"    |
| 3    | Franck Pencole | FDJ     | a 15"    |

| Pos. | Corridore        | Squadra     | Tempo     |
| ---- | ---------------- | ----------- | --------- |
| 1    | Guido Trentin    | Cofidis     | 15h30'21" |
| 2    | Sylvain Chavanel | Bonjour     | a 2"      |
| 3    | Nicolas Jalabert | CSC-Tiscali | a 50"     |

## Classifiche finali

### Classifica generale
| Pos. | Corridore        | Squadra                | Tempo     |
| ---- | ---------------- | ---------------------- | --------- |
| 1    | Guido Trentin    | Cofidis                | 15h30'21" |
| 2    | Sylvain Chavanel | Bonjour                | a 2"      |
| 3    | Nicolas Jalabert | CSC-Tiscali            | a 50"     |
| 4    | David Bernabéu   | Carvalhelhos-Boavista  | a 2'20"   |
| 5    | Peter Wrolich    | Gerolsteiner           | a 4'43"   |
| 6    | Thor Hushovd     | Crédit Agricole        | a 11'22"  |
| 7    | Elio Aggiano     | Mapei-Quick Step       | a 11'24"  |
| 8    | Fred Rodriguez   | Domo-Farm Frites       | a 12'02"  |
| 9    | Yuriy Krivtsov   | Jean Delatour          | a 12'35"  |
| 10   | Alexandre Usov   | Phonak Hearing Systems | a 13'18"  |